# The CW
The CW Television Network (скраћено The CW) америчка је комерцијална телевизијска мрежа којом управља The CW Network, LLC, чији је већински власник Nexstar Media Group. Назив мреже је скраћеница изведена од првих слова имена две матичне корпорације у време њеног оснивања: „C” за CBS Corporation и „W” за Warner Bros. Entertainment.
The CW Television Network је покренута 18. септембра 2006, након што су њени претходници — UPN и The WB — престали са радом 15. и 17. септембра исте године. Прве две ноћи по почетку емитовања, The CW је емитовао репризе старијих серија. Са емитовањем је почео 20. септембра 2006, када је емитовао двочасовну премијеру седмог циклуса емисије Следећи топ-модел Америке. Првобитно је програмска шема мреже била намењена углавном женама између 18 и 34 године, али је од 2011. године почела емитовати програм привлачан мушкарцима. Од августа 2017. публику је чинило 50% мушкараца и 50% жена.

## Програм
- Америчка прича
- Беверли Хилс, 90210: Следећа генерација
- Бетвумен
- Вампирски дневници
- Владавина
- Вокер
- Гилморове
- Девица Џејн
- Династија
- Ја — зомби
- Јужњачко срце
- Карини дневници
- Кејти Кин
- Легенде сутрашњице
- Ловци на натприродно
- Неочекивани живот
- Никита
- Потомци
- Првобитни
- Риба
- Ривердејл
- Сви мрзе Криса
- Седмо небо
- Следећи топ-модел Америке
- Смолвил
- Спектакуларни Спајдермен
- Стотина
- Стрела
- Супергерл
- Супермен и Лоис
- Тајне Палм Спрингса
- Тајни круг
- Трачара
- Три Хил
- Флеш
- Чари
- Шеги и Скуби-Ду лудују